# Șahada

Șahada în stil caligrafic pe drapelul Arabiei Saudite

Șahada  (ar.: الشهادة | aš-šahāda) este crezul islamic (mărturia de credință), fiind primul din cei cinci Stâlpi ai Islamului și cel mai important. Oricine dorește să devină musulman trebuie să rostească sincer crezul în limba arabă, crezul în limba maternă (alta de cat araba) nefiind recunoscut de Allah ca autentic. Șahada este ceea ce orice musulman trebuie să creadă și să mărturisească.
Importanța șahadei este explicată în Hadis prin profetul Mahomed: „Când robul (lui Dumnezeu) spune: Lā ilāha illā ʾllāh(u) لا إله إلا الله) («Nu există alt dumnezeu afară de Dumnezeu»), atunci vorbește Dumnezeu: robul Meu știe că nu are alți dumnezei afară de Mine”.
Șahada – crezul musulman – nu se regăsește în întregime în Coran. Formula completă a șahadei o aflăm din hadis – tradiția islamică transmisă la început pe cale orală, iar mai târziu strânsă de mai mulți învățați musulmani, aceștia alcătuind colecții de tradiții cunoscute după numele fiecărui colector.